# 羅禮士的真相

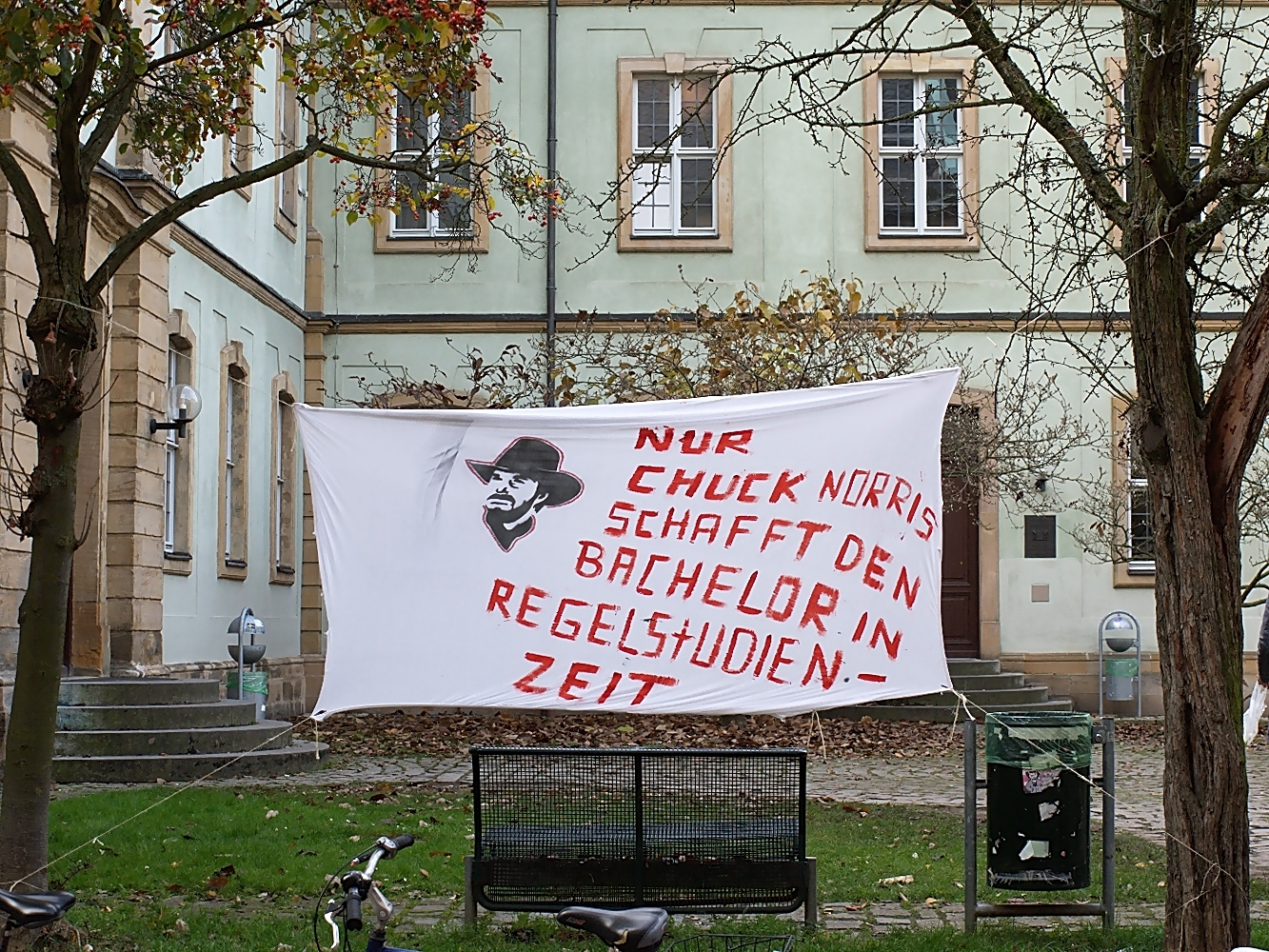
位於德國班貝格大學，以德文寫著「只有羅禮士能在預定學期內完成學士學位」的抗議橫幅

「羅禮士的真相」（英語：Chuck Norris facts）是一系列關於美國演員與武術家查克·羅禮士的諷刺性趣聞成句，其後成為在流行文化中廣泛流傳的網路迷因。這些「真相」大多以誇飾手法強調羅禮士本人的韌性、自信、老練及男子氣概，例如「羅禮士曾被眼鏡王蛇咬傷過；在痛苦無比的十分鐘過後，眼鏡蛇見閻王去了」（Chuck Norris was once bitten by a king cobra; after ten excruciating minutes, the cobra died.）。
在全球各地流傳後，羅禮士的真相在特定國家的廣告和其他網路現象中出現大量翻譯或本地化版本，某些「真相」暗指他在任何時候都會使用迴旋踢、無論是鬍鬚還是胸毛都濃密無比，也影射其在電視劇《德州騎警》飾演的角色科德爾·沃克（Cordell Walker）。

## 背景
幽默作家伊恩·斯佩克特（Ian Spector）因其開設「羅禮士的真相生成器網站」而被尊為「羅禮士的真相」的始創者。斯佩克特還寫了多本關於「羅禮士的真相」的書籍，其中包括《羅禮士的真相：400個關於世界上最偉大之人的事實》（The Truth About Chuck Norris: 400 Facts About the World's Greatest Human，2007）及《羅禮士對T先生：400個關於史上最酷炫的傢伙的事實》（Chuck Norris Vs. Mr. T: 400 Facts About the Baddest Dudes in the History of Ever，2008）。

## 羅禮士的反應
查克·羅禮士在其官方網站上承認部分「羅禮士的真相」確實十分有趣，但因為自己不理解網路上的「蠻荒世界」，所以會盡量不跟其中任何一則成句較真，並希望這些「真相」能促使年青人查找其自傳和小說《正義的騎士》（The Justice Riders）。在CNBC接受邁克·艾斯納訪問時，羅禮士表示個人最喜歡的「羅禮士的真相」是「他們嘗試將羅禮士的臉刻在拉什莫爾山上，但花崗岩的硬度難以承受他的鬍子」（They tried to put Chuck Norris's face on Mount Rushmore, but the granite wasn't tough enough for his beard.）。
2007年12月，羅禮士向美國企鵝出版集團發起訴訟，指控該公司企圖通過旗下的哥譚書店出版斯佩克特的著作《羅禮士的真相》，有侵犯商標、不當得利和隱私權的嫌疑，但他很快便在2008年撤控。隔年10月7日，廷代爾書屋發行由羅禮士共同撰寫並正式授權的《官方羅禮士的真相之書》（The Official Chuck Norris Fact Book）。

## 應用
在2006年3月20日，《時代》的傑夫·朱（Jeff Chu）採訪查克·羅禮士，稱他是「流行網路英雄」，也指「羅禮士的真相」是些奇怪但蔚為風潮的格言。最後朱在文章的最後引用了其中一個「羅禮士的真相」：「羅禮士能除以零」（Chuck Norris can divide by zero）。
2011年，《魔兽世界》的一則廣告以查克·羅禮士當主角，並在台詞中加入多個「羅禮士的真相」，其中包括「羅禮士是個獵人，但他從不打獵，畢竟這詞蘊含著失敗的可能性」（Chuck Norris is a hunter, but Chuck Norris does not hunt, hunting would imply the possibility of failure.）。在隔年的電影《敢死队2》的一個場景中，由查克·羅禮士飾演的角色布克（Booker）在交火過後拯救了巴尼·羅斯（Barney Ross，席維斯·史特龍飾）的團隊。互相自我介紹後，羅斯詢問：「我聽過一個傳言，你曾被眼鏡王蛇咬過」（I heard another rumor. That you were bitten by a king cobra.）；布克回道：「唔，的確。但五天的折磨過後，那條眼鏡王蛇就死了」（Yeah, I was. But after five days of agonizing pain […] the cobra died.）。

## 啟發與類似迷因
Gameloft在2008年發行了一部基於「羅禮士的真相」引起的「羅禮士祟拜」製作的手機遊戲《查克·羅禮士：痛苦使者》，玩家可在該款清版橫向捲軸風格作品飾演羅禮士，且甫發售後便獲得大致良好的評價。九年後，Flaregames製作了另一款遊戲《停不了的查克·羅禮士》（Non Stop Chuck Norris），而這一款等距視角動作角色扮演手機遊戲也受到相當的好評。
「羅禮士的真相」在印度有一個遵循相同模式，並以考萊嵨演員拉吉尼坎塔為對象的類似版本，其於該國互聯網上以簡訊和迷因的方式廣泛流傳。它們部分為出自原創，但大多只是將羅禮士的名字改成拉吉尼坎塔而已，然而，這些諷刺性成句仍為一些iOS和Android手機軟體帶來靈感。智遊網在2012年的宣傳影片《查克對拉吉尼》（Chuck vs Rajini）中便開玩笑地讓羅禮士和拉吉尼坎塔於其中對打。2013年初，在時任印度國家板球隊隊長馬亨德拉·辛格·多尼在個人Twitter帳號上發表了一些關於其隊友拉文德拉·賈德賈的「真相」後，「羅禮士的真相」的賈德賈版也在印度國內流行起來。
2006年，匈牙利一座新建的橋舉行命名投票，由於人人皆可提名，查克·羅禮士（與大衛·赫索霍夫、埃里克·卡特曼等候選人）很快便超越眾多歷史人物，成為領先者之一。命名投票最終由斯蒂芬·科拜尔勝出，該橋隨後亦未採用投票的結果，而是更名為迈杰里桥（Megyeri híd）。在2012年亞美尼亞議會選舉期間，選委會發現了一些寫有諾里斯為候選人的選票 。2013年美國國家橄欖球聯盟賽季，布法罗比尔的球迷在新秀線衛基科·阿隆索加入球隊後開始宣揚與他相關的荒誕故事，這些故事被統稱為「基科·阿隆索傳說」（The Legend of Kiko Alonso）。

## 延伸閱讀
- Ian Spector: The Truth About Chuck Norris: New York: Gotham Books: 2007: ISBN 1-59240-344-1
- Chuck Norris & Todd DuBord: The Official Chuck Norris Fact Book: 101 of Chuck's Favorite Facts and Stories: Tyndale House Publishers: 2009: ISBN 1-4143-3449-4

## 外部連結
- Farhi, Paul. . Washington Post. Jan 2, 2006  [2023-10-19]. （原始内容存档于2008-07-24）.